# Davidiella carinthiaca
Davidiella carinthiaca är en svampart som först beskrevs av Jaap, och fick sitt nu gällande namn av Aptroot 2006. Davidiella carinthiaca ingår i släktet Davidiella och familjen Davidiellaceae.   Inga underarter finns listade i Catalogue of Life.